# Смитов цокор
Смитов цокор (лат. Eospalax smithii) је глодар из породице слепих кучића (лат. Spalacidae).  

## Распрострањеност и станиште
Кина је једино познато природно станиште врсте. Смитов цокор има станиште на копну.

## Угроженост
Ова врста није угрожена, и наведена је као последња брига јер има широко распрострањење.

### Популациони тренд
Популациони тренд је за ову врсту непознат.